# Macchiaioli

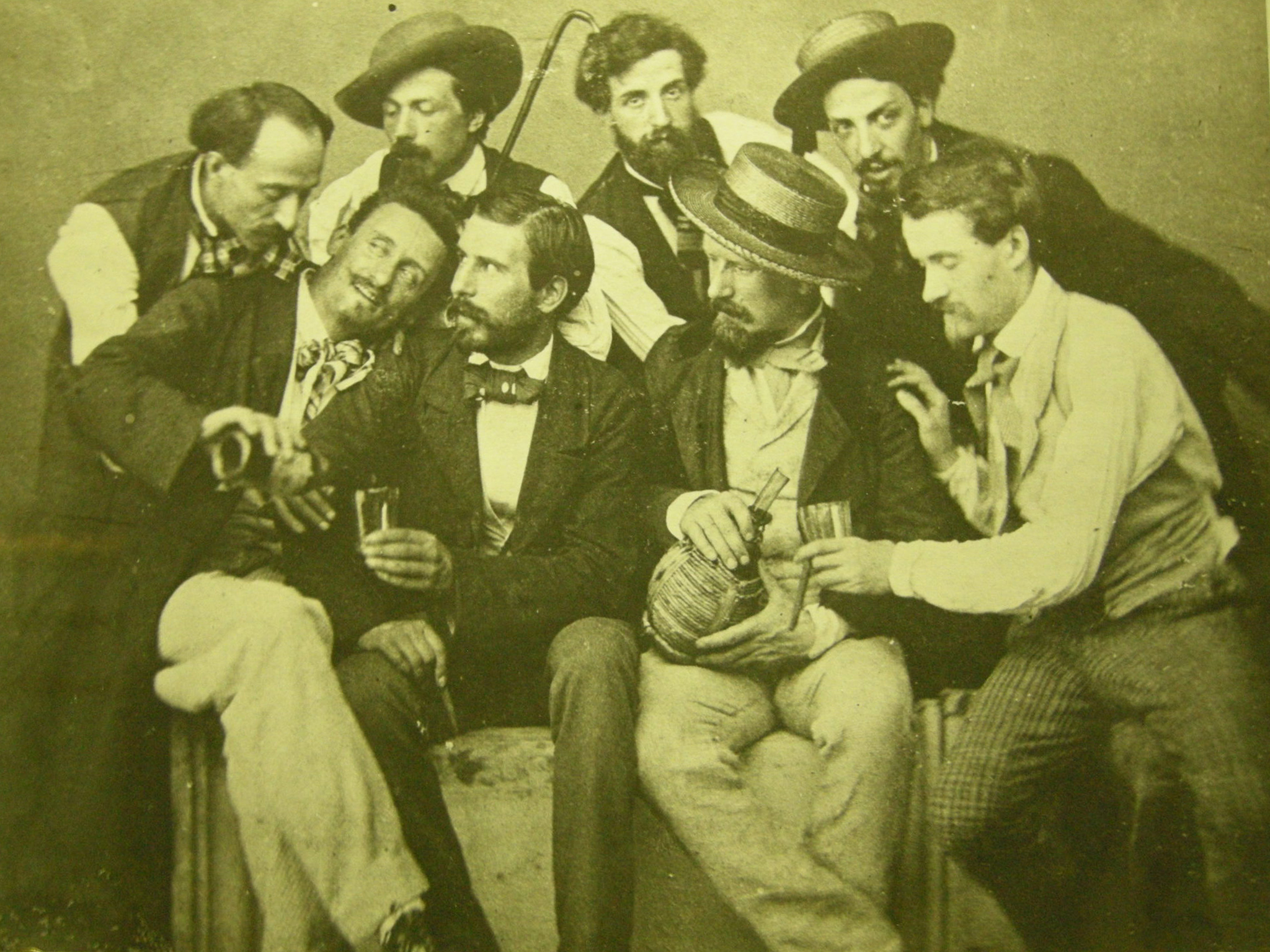
Grupo de macchiaiolis no Caffè Michelangiolo c. 1856.

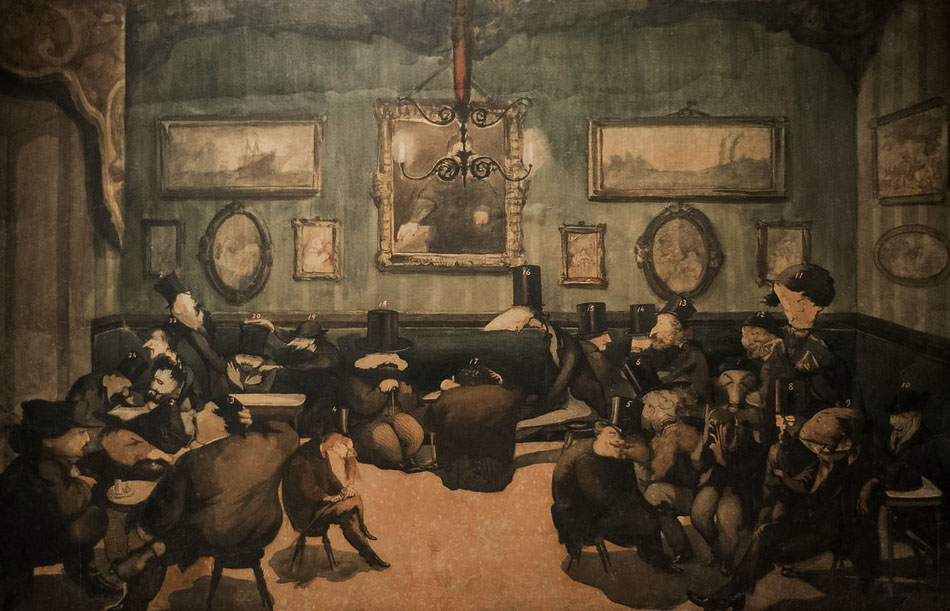
O interior do Caffè Michelangelo em Florença por Adriano Cecioni

Os Macchiaioli eram um grupo de pintores italianos ativos na Toscana na segunda metade do século XIX, que, rompendo com as convenções antiquadas ensinadas pelas academias italianas de arte, fizeram grande parte de suas pinturas ao ar livre em para capturar natural, sombra e cor naturais. Essa prática relaciona os macchiaioli aos impressionistas franceses que chegaram à proeminência alguns anos depois, embora os macchiaioli tenham tido objetivos um pouco diferentes. Os artistas mais notáveis desse movimento foram Giuseppe Abbati, Cristiano Banti, Odoardo Borrani, Vincenzo Cabianca, Adriano Cecioni, Vito D'Ancona, Serafino De Tivoli, Giovanni Fattori, Raffaello Sernesi, Silvestro Lega e Telemaco Signorini.
O movimento originou-se com um pequeno grupo de artistas, muitos dos quais haviam sido revolucionários nas revoltas de 1848. No final da década de 1850, os artistas se reuniam regularmente no Caffè Michelangiolo, em Florença, para discutir arte e política. Esses jovens idealistas, insatisfeitos com a arte das academias, compartilhavam o desejo de revigorar a arte italiana ao emular a estrutura tonal ousada que admiravam em antigos mestres como Rembrandt, Caravaggio e Tintoretto.

## Bibliográficas
- Broude, Norma (1987). The Macchiaioli: Italian Painters of the Nineteenth Century. New Haven and London: Yale University Press. ISBN 0-300-03547-0